# Pozemšťan (film)
Pozemšťan (v originále The Man from Earth) je americký sci-fi film z roku 2007 napsaný Jeromem Bixbym a režírovaný Richardem Schenkmanem. Film na sebe upozornil tím, že byl distribuován přes internetové peer-to-peer sítě a jeho tvůrci za to uživatelům těchto sítí poděkovali.
Hlavní postavou filmu Pozemšťan je John Oldman, právě nečekaně končící vysokoškolský učitel. Při improvizovaném rozlučkovém posezení s přáteli následně John kolegům vědcům položí otázku: „Jaký by byl dnes člověk, který by přežil 14 000 let do současnosti?“ Film dodržuje zásadu tří jednot a odehrává se pouze v Oldmanově domě a jeho okolí, kde John o svém životě diskutuje se svými kolegy-vědci ze školy.

## Příběh
Film začíná, když si John Oldman balí věci a připravuje se odstěhovat do svého nového působiště. Jeho kolegové ho přinutí si ještě před odchodem popovídat. Mezi nimi jsou biolog Harry, zanícená křesťanka Edith, antropolog Dan, a historička Sandy, která je do Johna zamilovaná.
Jak na Johna jeho kolegové tlačí, aby jim vysvětlil svůj odchod, John pomalu odhalí, že je původem prehistorický jeskynní muž, který z nějakého důvodu přežívá více než 14 000 let. Zhruba každých 10–20 let, když si okolí začne uvědomovat, že nestárne, se pak přestěhuje. Kolegové mu nechtějí věřit. On pokračuje a říká, že byl Sumer, pak Babylóňan, později se stal žákem Buddhy. Diskuze se pak dostane k Johnovým biologickým a psychickým schopnostem. John řekne, že se nehlásí k žádnému náboženství a nevěří ve všemohoucího boha. Tvrdí, že byl Ježíš, ve své době se pouze snažil rozšířit Buddhovo učení dále, nikdy nechodil po vodě apod. Jeho kolegové pak začnou mluvit o tom, jestli není blázen a nebo pod vlivem drog.
John docela podrobně vypráví o svém životě, přátelé na něj potom začnou naléhat, aby ukončil tento svůj příběh, hrozí mu, že ho nechají poslat někam na pozorování. Napětí roste, protože nejdříve John trvá na svém. Nakonec ale řekne, že si vše vymyslel. Přátelé postupně odejdou, až zůstane pouze Will Gruber a Sandy. John se z legrace se Sandy baví o jménech, která během svého života používal (jeho jméno Oldman, český starý muž, bylo jedním z faktů, kterým zdůvodňoval svůj příběh), jedním z nich mělo být John Thomas Partee, které používal během doby, kdy učil na Harvardu. To zaslechne Will a je šokován – to bylo jméno jeho otce, který kdysi opustil jeho i matku. John je skutečně jeho otec. Šokovaný Will dostane infarkt a zemře. Když je odvezeno jeho tělo, rozloučí se John se Sandy a odjíždí. V poslední chvíli se ale rozhodne strávit ještě část svého života s ní.

## Obsazení
| David Lee Smith  | John Oldman  |
| Tony Todd        | Dan          |
| John Billingsley | Harry        |
| Ellen Crawford   | Edith        |
| Annika Peterson  | Sandy        |
| David Morrissey  | Sam Griffin  |
| William Katt     | Art Jenkins  |
| Alexis Thorpe    | Linda Murphy |
| Richard Riehle   | Will Gruber  |
| Robbie Bryan     | policista    |

## Produkce
Na scénáři k filmu pracoval americký povídkář Jerome Bixby třicet let, až do své smrti v roce 1998. Poslední řádky údajně diktoval na smrtelné posteli svému synovi Emersonovi. Příběh byl zfilmován až v roce 2007 v režii Richarda Shenkmana s níklady 200 000 dolarů.